# 卡扎菲的支持者
卡扎菲的支持者是穆阿迈尔·卡扎菲以及其政權的支持者。 
卡扎菲被推翻後的利比亞政府不支持卡扎菲，而且也不支持卡扎菲的支持者。2012年5月，利比亞政府通过立法規定任何为卡扎菲以及其家人、卡扎菲的政权或其思想进行宣传的人會被处罚。 第一次利比亞內戰結束後，至少有大约 7,000 名支持卡扎菲的士兵以及被指控支持卡扎菲的平民被关押在监狱中。 
自第一次利比亞內戰结束以来，有关亲卡扎菲人士活动的報道一直存在。2012年2月15日，在外流亡的前卡扎菲政府官员宣佈成立利比亚人民民族运动。不過该党被禁止参加利比亚选举。 